# Adelfo Magallanes Campos
Adelfo Magallanes Campos (San Luis de Cañete, 29 de agosto de 1913-Lima, 16 de enero de 1989) fue un futbolista peruano que desarrolló toda su carrera en el Alianza Lima. Se desempeñaba de interior derecho o puntero. Brilló con el "Rodillo Negro" y en la Selección Peruana que participó en los Juegos Olímpicos de Berlín 1936 y que obtuvo el Campeonato Sudamericano 1939. 
Se destacó como jugador y técnico. Habilidoso aunque extraño en sus gambetas, se lo llamó Bólido por las complicaciones que le presentaba al adversario. Fue uno de los primeros polifuncionales que aparecieron en las canchas peruanos. Jugaba en todos los puestos, tanto es así, que cuando un compañero se lesionaba, Peucelle lo reemplazaba. Ya en el último tiempo de jugador demostró su inquietud de entrenador y aconsejaba a las divisiones menores. 
Inmediatamente de colgar los botines, asumió su verdadera vocación de maestro del fútbol. Instructor, orientador, descubridor de jugadores, era una verdadera Biblia del fútbol. Para muchos, sus ideas fueron el embrión original que desembocó en el Rodillo Negro.
Fue entrenador de Alianza Lima en tres periodos diferentes, con un intermedio en el que se fue a dirigir a Colombia. Es el técnico que más títulos ha ganado con los aliancistas (cuatro: en 1948, 1952, 1954 y 1955). 
Falleció a los 76 años en 1989, fue enterrado en el Cementerio El Ángel.

## Trayectoria

### Como jugador
Un nombre vinculado solo con la blanquiazul. En Alianza Lima dejó una huella inolvidable. Compartió con integrantes del equipo famoso "El Equipo de Oro". Fue afiliado al primer equipo en 1930, remplazando a Alberto Montellanos, donde llegó a ser el 7 titular durante varios años, incluidos los primeros del Rodillo Negro. Posteriormente alterno con José Morales en el puesto, Consiguió varios títulos con el club, un total de 5 (3 títulos de primera división y 2 copas nacionales). En total jugó 124 partidos anotando 58 goles.

### Como entrenador
Se dedicó posteriormente a la dirección técnica, con gran éxito en Alianza Lima desde 1946, logrando una serie de títulos (conquistó el Campeonato de Primera División en 1947, 1952, 1953). Era proverbial una pose suya al lado de la raya de cal, sentado en una pelota de fútbol. Fue un entrenador-consejero, sin rebuscamientos, que privilegiaba la inspiración de sus futbolistas, puestos a jugar con sentido ofensivo. Su época era abundante en grandes figuras, pero supo unirlas, como cuando se produjo la renovación inmediatamente posterior al "Primer Rodillo Negro" y, ya en la década del 50, con nuevos delanteros (algunos del club, otros comprados) como Valeriano López, Óscar Gómez Sánchez, Félix Castillo, Máximo Mosquera, Juan Joya, Emilio Vargas, Roberto Castillo, formó la que sería posteriormente conocida como Segundo Rodillo Negro. En Alianza Lima se desempeñó hasta 1957, logrando la increíble cantidad de 4 títulos (un récord en el club hasta ese momento). Lo que lo hace la persona más laureada del club de la victoria. Luego lo hizo en Deportivo Cali en 1950 y posteriormente en 1951 dirigió sin éxito al América de Cali en Colombia después dirigió en México para retornar fugazmente a la entidad en Defensor Lima en 1960, sacándolo campeón de la segunda división. Magallanes se retiró de la actividad dirigiendo al Intimos de la Legua en 1963.

## Selección nacional
Participó con la selección peruana en los Juegos Olímpicos de 1936, realizado en Berlín, donde la blanquiroja quedó en cuartos de final.
Participación en Juegos Olímpicos
| Torneo                   | Sede     | Resultado        |
| ------------------------ | -------- | ---------------- |
| Juegos Olímpicos de 1936 | Alemania | Cuartos de final |

## Clubes

### Como futbolista
| Club         | País | Año         |
| ------------ | ---- | ----------- |
| Alianza Lima | Perú | 1930 − 1945 |

### Como entrenador
| Club                | País     | Año         | PJ  | PG | PE | PP |
| ------------------- | -------- | ----------- | --- | -- | -- | -- |
| Alianza Lima        | Perú     | 1946 − 1948 | 66  | 30 | 13 | 23 |
| Deportivo Cali      | Colombia | 1949 − 1950 | 26  | 20 | 4  | 2  |
| Alianza Lima        | Perú     | 1950        | 15  | 7  | 2  | 6  |
| América de Cali     | Colombia | 1951        | 34  | 11 | 7  | 16 |
| Alianza Lima        | Perú     | 1952 − 1957 | 112 | 65 | 22 | 25 |
| CF Atlante          | México   | 1958 − 1959 | 25  | 10 | 3  | 12 |
| Defensor Lima       | Perú     | 1960 − 1961 | 23  | 12 | 6  | 5  |
| Íntimos de la Legua | Perú     | 1963        | 18  | 7  | 1  | 10 |

## Estadísticas

### Clubes
| Club | Div.          | Temporada     | Liga (1) | Liga (1) | Copas nacionales (2) | Copas nacionales (2) | Amistosos | Amistosos | Total | Total | Media goleadora |
| Club | Div.          | Temporada     | Part.    | Goles    | Part.                | Goles                | Part.     | Goles     | Part. | Goles | Media goleadora |
| --- | ------------- | ------------- | -------- | -------- | -------------------- | -------------------- | --------- | --------- | ----- | ----- | --------------- |
| Alianza Lima · Perú | 1.ª           | 1930          | -        | -        | —                    | —                    | —         | —         | -     | -     | 0,48            |
| Alianza Lima · Perú | 1.ª           | 1931          | 1        | 2        | —                    | —                    | —         | —         | 1     | 2     | 0,45            |
| Alianza Lima · Perú | 1.ª           | 1932          | 2        | 2        | —                    | —                    | —         | —         | 2     | 2     | 0,00            |
| Alianza Lima · Perú | 1.ª           | 1933          | 1        | 0        | —                    | —                    | —         | —         | 1     | 0     | 0,33            |
| Alianza Lima · Perú | 1.ª           | 1934          | 2        | 1        | —                    | —                    | —         | —         | 2     | 1     | 0,33            |
| Alianza Lima · Perú | 1.ª           | 1935          | 3        | 1        | —                    | —                    | 5         | 3         | 8     | 4     | 0,33            |
| Alianza Lima · Perú | 1.ª           | 1936          | —        | —        | 3                    | 2                    | 3         | 4         | 6     | 7     | 0,33            |
| Alianza Lima · Perú | 1.ª           | 1937          | 9        | 4        | —                    | —                    | 2         | 1         | 11    | 5     | 0,33            |
| Alianza Lima · Perú | 1.ª           | 1938          | 7        | 2        | —                    | —                    | —         | —         | 7     | 2     | 0,33            |
| Alianza Lima · Perú | 1.ª           | 1939          | 10       | 6        | —                    | —                    | —         | —         | 10    | 6     | 0,33            |
| Alianza Lima · Perú | 1.ª           | 1940          | 13       | 3        | —                    | —                    | 1         | 0         | 14    | 3     | 0,33            |
| Alianza Lima · Perú | 1.ª           | 1941          | 14       | 7        | —                    | —                    | —         | —         | 14    | 7     | 0,33            |
| Alianza Lima · Perú | 1.ª           | 1942          | 9        | 8        | —                    | —                    | 1         | 0         | 10    | 8     | 0,33            |
| Alianza Lima · Perú | 1.ª           | 1943          | 13       | 7        | —                    | —                    | 1         | 0         | 14    | 7     | 0,33            |
| Alianza Lima · Perú | 1.ª           | 1944          | 13       | 8        | —                    | —                    | 2         | 0         | 15    | 8     | 0,33            |
| Alianza Lima · Perú | 1.ª           | 1945          | 4        | 0        | —                    | —                    | 1         | 1         | 5     | 1     | 0,33            |
| Alianza Lima · Perú | Total club    | Total club    | 104      | 51       | 3                    | 2                    | 16        | 9         | 123   | 60    | 0,44            |
| Total carrera | Total carrera | Total carrera | 104      | 51       | 3                    | 2                    | 16        | 9         | 123   | 60    | 0,44            |
| (1) Incluye datos de las instancias definitorias contempladas en las bases de cada competición. (2) Incluye datos del Campeonato de Apertura. |               |               |          |          |                      |                      |           |           |       |       |                 |

## Palmarés como jugador

### Campeonatos nacionales
| Título                              | Club         | País | Año  |
| ----------------------------------- | ------------ | ---- | ---- |
| Liga Peruana de Fútbol              | Alianza Lima | Perú | 1931 |
| Liga Peruana de Fútbol              | Alianza Lima | Perú | 1932 |
| Liga Peruana de Fútbol              | Alianza Lima | Perú | 1933 |
| Primera División de la Liga de Lima | Alianza Lima | Perú | 1939 |
| Ascenso a la División de Honor      | Alianza Lima | Perú | 1939 |

### Torneos cortos
| Título                     | Club         | País | Año  |
| -------------------------- | ------------ | ---- | ---- |
| Torneo de Primeros Equipos | Alianza Lima | Perú | 1931 |
| Torneo de Primeros Equipos | Alianza Lima | Perú | 1932 |
| Torneo de Primeros Equipos | Alianza Lima | Perú | 1933 |

### Copas internacionales
| Título       | Equipo             | País | Año  |
| ------------ | ------------------ | ---- | ---- |
| Copa América | Selección del Perú | Perú | 1939 |

## Palmarés como entrenador

### Campeonatos nacionales
| Título                 | Club          | País | Año  |
| ---------------------- | ------------- | ---- | ---- |
| Liga Peruana de Fútbol | Alianza Lima  | Perú | 1948 |
| Liga Peruana de Fútbol | Alianza Lima  | Perú | 1952 |
| Liga Peruana de Fútbol | Alianza Lima  | Perú | 1954 |
| Liga Peruana de Fútbol | Alianza Lima  | Perú | 1955 |
| Segunda División       | Defensor Lima | Perú | 1960 |

| Predecesor: Julio Tocker | Entrenador del América de Cali 1951 | Sucesor: Julio Tocker |